# Callipteris chimborazensis
Callipteris chimborazensis là một loài thực vật có mạch trong họ Woodsiaceae. Loài này được (Spruce ex Baker) L. Pacheco & R.C. Moran miêu tả khoa học đầu tiên năm 1999.